# Liubomiras Gradauskas
Liubomiras Gradauskas (* 10. Juni 1929 in Butkūnai, Wolost Jonava, jetzt Rajongemeinde Jonava; † 28. Mai 2012 in Krasnogorsk, Russland) war ein litauischer Radiologe und Professor.

## Leben
Ab 1952 absolvierte Liubomiras Gradauskas das Studium der Medizin; 1968 promovierte er am Medizinischen Institut (KMI) in Kaunas. 
Von 1952 bis 1955 war er Arzt im Sanatorium Romainiai, von 1955 bis 1961 Chirurg in den Kliniken Kaunas, von 1964 bis 1967 Röntgenologe. Von 1967 bis 2001 lehrte er am KMI. Von 1977 bis 1983 war er Leiter eines Lehrstuhls. Ab 1990 lehrte er als Professor.
Sein Bruder war Jonas Gradauskas (1923–2018), Kinderchirurg.

## Bibliografie
- Skeleto rentgeno anatomija ir skeleto ligų rentgeno semiotika, 1974 m.
- Dantų ir žandikaulių alveolinių ataugų rentgenologinis tyrimas, su kitais, 1981 m.
- Rentgenologinių tyrimų technika ir radiacinis saugumas, su kitais, 1987 m.